# Volker Burkert
Volker D. Burkert (Alemania, Siglo XX) es un físico, académico e investigador alemán. Se desempeña como científico principal en las instalaciones del Acelerador Nacional Thomas Jefferson en el Laboratorio Jefferson (JLab) en Estados Unidos. Ha realizado importantes contribuciones al diseño del espectrómetro de gran aceptación (CLAS) CEBAF que lo hizo adecuado para operaciones de alta luminosidad en experimentos que estudian la dispersión de electrones polarizados por espín.
A partir de 2002, desarrolló el concepto de un nuevo detector de aceptación de gran tamaño, CLAS12, adaptado a las capacidades de velocidad mucho más altas que se necesitaban para aprovechar al máximo la duplicación de la energía de la máquina CEBAF a 12 GeV. y el cual está en funcionamiento desde 2018. Su trabajo contribuyó al programa insignia de JLab que investiga la estructura tridimensional del protón.
Es miembro de la Sociedad Estadounidense de Física y recibió el premio al Científico Destacado del Gobernador de Virginia de 2019.

## Biografía

### Primeros años
Obtuvo una licenciatura en 1967, una maestría en física en 1969 y un doctorado en 1975 en la Universidad de Bonn. Después de obtener su doctorado, continuó estudiando en dicha universidad hasta 1981.

### Carrera
Comenzó su carrera como investigador asociado en la Universidad de Bonn en 1975. Tres años después fue ascendido a profesor asistente, cargo que ocupó hasta 1984. Durante este tiempo también estuvo de licencia como científico asociado en el Consejo Europeo para la Investigación Nuclear (CERN) en Suiza, donde se unió al equipo del espectrómetro de campo axial (AFS) en los anillos de almacenamiento de intersección protón-protón (ISR). Después de un año sabático en Estados Unidos en 1984, se unió a la Instalación Aceleradora de Haz de Electrones Continuos (CEBAF) en 1985 como científico de planta y trabajó en el desarrollo de instrumentación para experimentos de física nuclear.
En 1992, fue ascendido al rango de científico senior y desarrolló un amplio programa de investigación para dilucidar la estructura interna de los nucleones investigando sus estados excitados y ayudando así a los teóricos en el desarrollo de sus modelos de quarks.  Durante este tiempo, desarrolló el diseño conceptual de un nuevo sistema de espectrómetro, CLAS12, con un aumento de orden de magnitud en la luminosidad operativa con respecto al rendimiento del detector CLAS original. Supervisó el diseño, la construcción y la puesta en servicio del sistema de espectrómetro CLAS12 y el equipo auxiliar.

## Investigación
Es autor y coautor de más de 500 artículos científicos y tiene más de 56.000 citas. En sus primeros años de investigación, estudió las excitaciones de nucleones que involucraban haces de electrones polarizados de alta energía y objetivos de hidrógeno y deuterio polarizados por espín. En el acelerador de electrones de la Universidad de Bonn, desarrolló un polarímetro de espín electrónico para mapear la energía y las intensidades de varias resonancias despolarizantes inducidas en el haz de electrones durante el proceso de aceleración en el sincrotrón. Los resultados permitieron diseñar medidas de compensación para mantener alto el valor de polarización durante el proceso de aceleración.
Su investigación en el CERN se centró en procesos de dispersión intensa que emplean dos haces de protones en colisión, cada uno con energías de haz de hasta 31 GeV. Esto condujo a la primera determinación directa de la función estructural del gluón del protón. En el Jefferson Lab (CEBAF), Burkert dirigió un programa de investigación centrado en el estudio experimental de la estructura de protones, neutrones y núcleos utilizando haces de electrones y fotones de alta energía, objetivos polarizados de hidrógeno y deuterio y el sistema de detectores CLAS, adecuadamente instrumentado para la operación de alta velocidad en haces de electrones intensos. Las modificaciones necesarias en el detector permitieron el descubrimiento del proceso de dispersión Compton profundamente virtual (DVCS), teóricamente predicho, que proporcionó la base para un extenso programa para construir imágenes en 3D de la distribución interna de quarks del protón, así como de sus propiedades mecánicas internas.

### Física nuclear y de partículas
Ha hecho importantes contribuciones al diseño, construcción y desempeño de CLAS. Su trabajo sobre la distribución de la presión dentro del protón proporciona información sobre los fuertes mecanismos de interacción internos de las partículas subatómicas y la causa de la presión extremadamente alta observada en los protones por primera vez. Los resultados de esta investigación mediante una extracción de los Factores de Forma Compton revelan una imagen tomográfica del nucleón. Este resultado se basa en mediciones previas de las secciones transversales diferenciales y de las asimetrías de espín del haz en la electroproducción exclusiva de fotones en el protón en un amplio rango cinemático y con alta precisión estadística.
Encontró que la evidencia experimental para el estado Θ + (1535) se había erosionado significativamente con nuevos datos de precisión, y solo dejaba espacio para un estado bariónico hipotético en el sistema (K + n) con un ancho de energía intrínseco muy estrecho de menos de 500 KeV, lo que hace que la existencia de tal estado sea muy improbable.
Las revisiones de los avances en la investigación de la electroexcitación de las resonancias de nucleones excitados, tanto en experimentos como en teoría, resaltan las amplitudes de transición de los cuatro estados excitados más bajos. Estos resultados abrieron el camino hacia la resolución de una larga controversia sobre la resonancia de Roper, la excitación radial de menor masa del nucleón en estado fundamental. Sus amplitudes de transición se desvían fuertemente de las predicciones del modelo de quarks cuando se analizan a grandes distancias, lo que llevó a invocar interpretaciones más exóticas de la resonancia como una excitación híbrida con gluones como partes estructurales de la función de onda y como una excitación dinámicamente mesón-barión. Esto se ha discutido en Progress in Nuclear and Particle Physics y en Review of Modern Physics.

## Premios y honores
Desde 2004 es miembro de la Sociedad Estadounidense de Física en la División de Física Nuclear. En 2013 fue elegido miembro del Grupo de datos de partículas (PDG). Fue galardonado con el Premio al científico destacado por parte del Gobernador de Virginia en 2019.

## Otras fuentes
- El espectrómetro de gran aceptación (CLAS) CEBAF. Instrumentos y métodos nucleares en la investigación en física Sección A: aceleradores, espectrómetros, detectores y equipos asociados, 503(3), 513–553.
- N * Física y cromodinámica cuántica no perturbativa, S. Simula, B. Saghai, VD Burkert, NC Mukhopadhyay (eds.), publicado en 1999, Springer ISBN 978-3-211-83299-8.
- Excited Nucleons and Hadronic Structure, Actas de la conferencia NSTAR 2000, 16 a 19 de febrero de 2000, Newport News, EE. UU. World Scientific Publishing Co. Pte. Limitado. Ltd., Burkert VD, Elouadrhiri L., Kelly JJ, Minehart RC, (eds),
- Interacciones electromagnéticas y estructura hadrónica, F. Close, S. Donnachie, G. Shaw (eds), Monografías de Cambridge sobre física de partículas, física nuclear y cosmología, agosto de 2009
- Octavo taller internacional sobre física de nucleones excitados, Newport News, Virginia, EE. UU., 17 a 20 de mayo de 2011, Actas de la conferencia AIP, Melville, Nueva York, 2012, Burkert, VD, Jones, M., Pennington, M., Richards, D. (eds.).
- 12ª Conferencia Internacional sobre Física de Mesones-Nucléones y la Estructura del Nucleón, Actas de la Conferencia AIP/Física de Altas Energías), D. Armstrong, V. Burkert, W. Detmold, J. Dudek, JP Chen, W. Melnitchouk, D. Richards (eds.), 2011. ISBN 9780735409347.
- Particle Data Group, Tanabashi, M., et al., Revisión de la física de partículas. Revisión física D, 98(3), 030001 (2018).
- Resonancia Roper: hacia una solución al enigma de los 50 años. Reseñas de Física Moderna, 91(1), 011003.
- Particle Data Group, Zyla, P. et al., Revisión de la física de partículas. Progreso de la Física Teórica y Experimental, 2020(8), 083C01.
- El espectrómetro CLAS12 en el laboratorio Jefferson. Instrumentos y métodos nucleares en la investigación en física Sección A: aceleradores, espectrómetros, detectores y equipos asociados, 959, 163419 (2020).